# Platthorn
Das Platthorn ist ein 3345 m ü. M. hoher Gipfel nahe dem 61 Meter höheren Mettelhorn in der Nähe von Zermatt in den Walliser Alpen.
Es liegt hoch über dem Mattertal nordwestlich von Zermatt und südwestlich von Täsch und ist über den Furggji-Pass mit dem Mettelhorn in unmittelbarer Nachbarschaft verbunden. Wie dieses ist auch das Platthorn ein beliebter Aussichtsberg mit Panorama auf die Berge um den Zermatter Talkessel: Matterhorn, Breithorn, Monte-Rosa-Gruppe, Mischabelgruppe, Weisshorn, Zinalrothorn, Ober Gabelhorn etc. 
Der Normalaufstieg (anspruchsvolle Bergwanderung) führt von Zermatt (1608 m ü. M.) auf einem Bergwanderweg in zwei Stunden durch das Trift-Tal zunächst zum Berggasthof Trift (2337 m ü. M.), von dort in drei Stunden auf einem Alpinwanderweg weiter durch das Trift-Tal zum Furggji-Pass (3166 m ü. M.) und von dort schließlich in 30 Minuten über felsiges Gelände aber ohne Kletterei zum Gipfel. Im Gegensatz zum Mettelhorn muss hier kein Gletscher traversiert werden.
Es gibt auch ein Platthorn in Eisten (3246 m ü. M.).